# Dj Hell
Хельмут Йозеф Гайер (род. 6 сентября 1962, Альтенмаркт-на-Альце, Бавария, Германия) — музыкант, композитор, диджей, более известный под псевдонимом DJ Hell. Основатель звукозаписывающей компании International DeeJay Gigolo Records. Один из родоначальников электроклэша, одного из направления электронной музыки.

## Биография
Хельмут Гайер в юности увлекался панк-роком. В 1980 годы попытался совместить панк музыку с элементами хип-хопа, электро и New wave в своих выступлениях в качестве диск-жокея. Первый сингл «My Definition of House Music» стал весьма популярным в клубной культуре, после переиздания сингла бельгийской рекординговой компанией «R&S Records».
В 1993—1994 годах Хельмут Гайер сотрудничал с берлинским лейблом «Hardwax Records». Однако первый полноформатный альбом диджея вышел на студии «Disko B» в 1994 году и назывался «Geteert und Gefedert»
В 1996 году Хельмут Гайер основал на сегодня всемирно известный лейбл International Deejay Gigolos. За годы существования компании, под её маркой выпустились такие музыканты, как Vitalic, Zombie Nation, Miss Kittin, David Carretta и многие другие.
Сегодня DJ Hell является одним из самых востребованных европейских диджеев.

## Интересные факты
- Арнольд Шварценеггер однажды подал на Гайера в суд за незаконное использование его образа на логотипе бренда[2]. Гайеру пришлось сменить изображение Шварценеггера на образ Сида Вишеса, а позже — Аманды Лепор.
- Диджей не раз высказывался о своем намерении организовать в Киеве гей-парад в духе знаменитого техно-фестиваля Love-parade[3].
- DJ Hell оказывает финансовую поддержку радикальным эксгибиционисткам из группы Femen[4][5].